# مارتين فرنانديز
مارتين فرنانديز هو لاعب كرة قدم أوروغواياني، ولد في 8 مايو 2001 في مونتيفيديو في الأوروغواي.